# Andrena orchidea
Andrena orchidea är en biart som beskrevs av Erwin Scheuchl 2005. Andrena orchidea ingår i släktet sandbin, och familjen grävbin. Inga underarter finns listade i Catalogue of Life.